# Linha Salpa

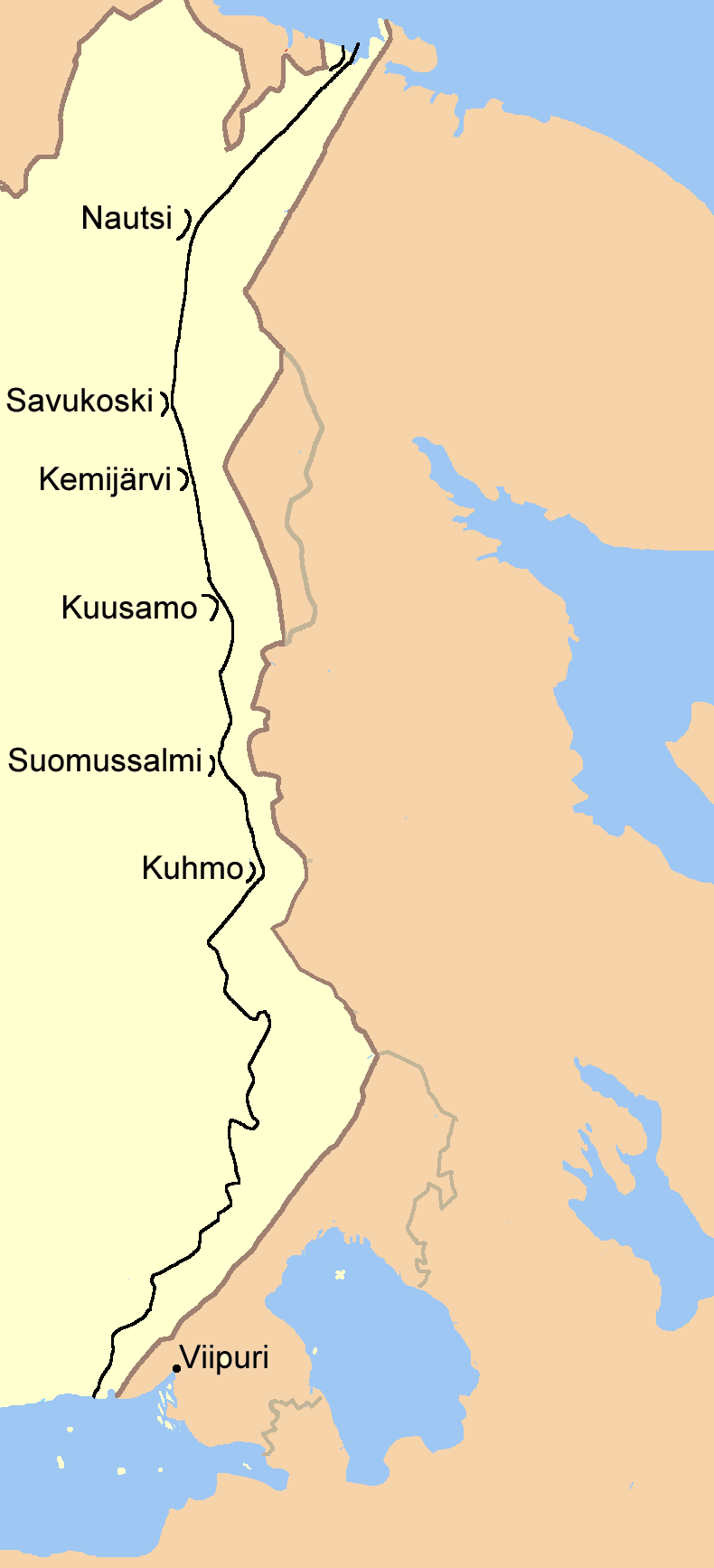
Linha Salpa

Linha Salpa (finlandês: Salpalinja, literalmente linha-ferrolho) é o nome oficial do 'Suomen Salpa' (Ferrolho da Finlândia). A linha Salpa é uma linha bunker na fronteira oriental da Finlândia. Ele foi construído durante a Grande Paz, entre a Guerra de Inverno e a Guerra da Continuação para defender a Finlândia contra uma possível invasão da União Soviética. A linha possui 1.200 quilômetros de comprimento, estendendo do Golfo da Finlândia até o Distrito de Pechengsky, no norte da Finlândia (atualmente, pertence a Rússia). Ela nunca teve ação militar porque a ofensiva Soviética, em 1944, foi interrompida pela linha-VKT, no Istmo da Carélia. As fortificações na linha Salpa eram poderosas tão quanto a Linha Mannerhein. A linha Salpa esteve em uso entre 1940 e 1944.

## Atualmente
Atualmente, a Linha Salpa é usada para benefício de museus.

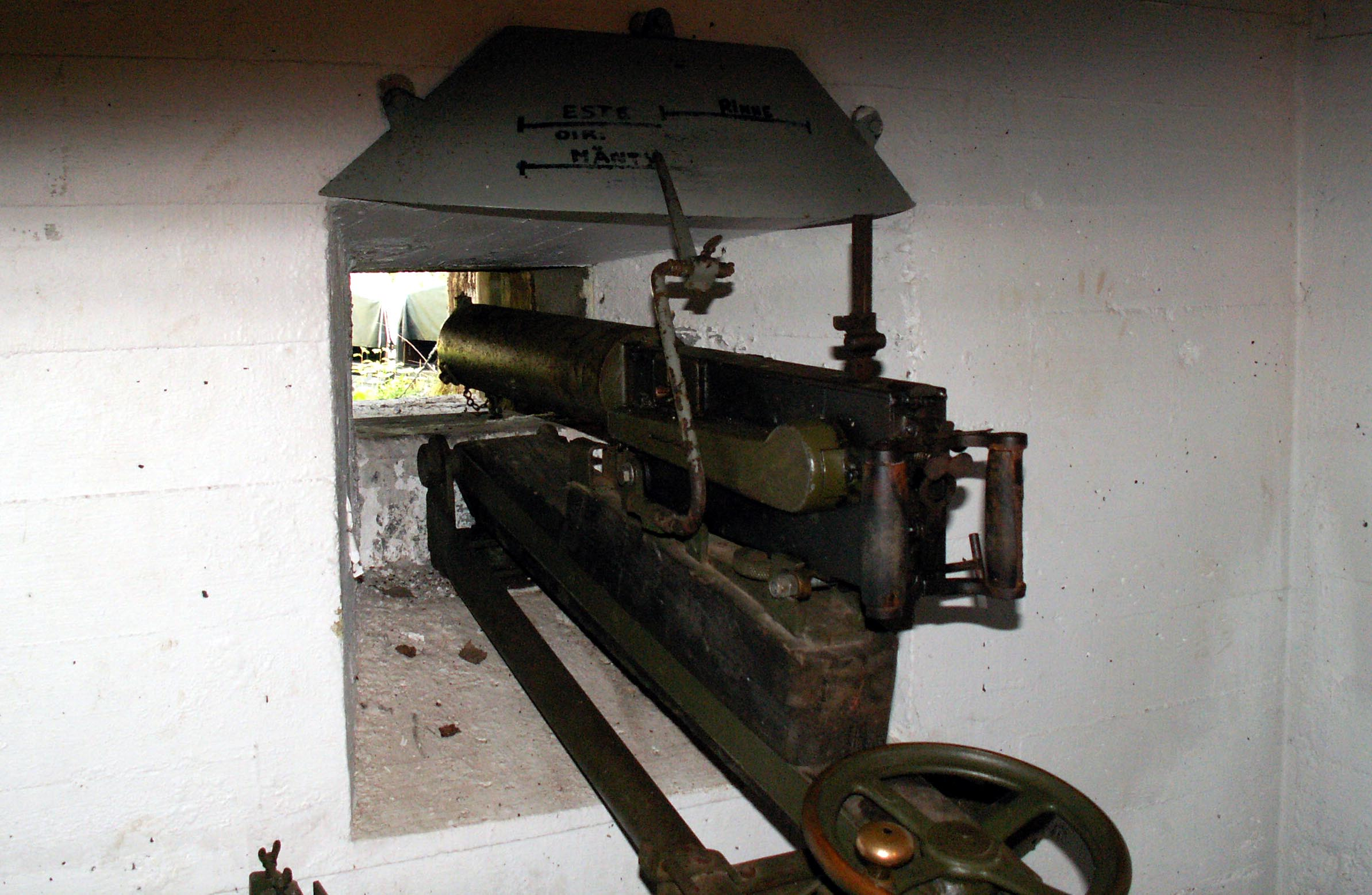
Metralhadora em um bunker da linha Salpa.